# Waldon
|  | Per a altres significats, vegeu «Billy Ray Waldon». |

Waldon és una concentració de població designada pel cens del Comtat de Contra Costa a l'estat de Califòrnia als Estats Units d'Amèrica.

## Demografia
Segons el cens del 2000 Waldon tenia 5.133 habitants, 3.086 habitatges, i 1.018 famílies. La densitat de població era de 3.002,8 habitants/km².
Dels 3.086 habitatges en un 10,4% hi vivien nens de menys de 18 anys, en un 26,5% hi vivien parelles casades, en un 4,6% dones solteres, i en un 67% no eren unitats familiars. En el 53,3% dels habitatges hi vivien persones soles el 10,5% de les quals corresponia a persones de 65 anys o més que vivien soles. El nombre mitjà de persones vivint en cada habitatge era d'1,66 i el nombre mitjà de persones que vivien en cada família era de 2,49.
Per edats la població es repartia de la següent manera: un 9,5% tenia menys de 18 anys, un 8,7% entre 18 i 24, un 49,8% entre 25 i 44, un 18,9% de 45 a 60 i un 13,1% 65 anys o més.
L'edat mediana era de 35 anys. Per cada 100 dones de 18 o més anys hi havia 91,9 homes.
La renda mediana per habitatge era de 58.552 $ i la renda mediana per família de 73.869 $. Els homes tenien una renda mediana de 55.000 $ mentre que les dones 45.878 $. La renda per capita de la població era de 41.093 $. Entorn del 3,5% de les famílies i el 5,5% de la població estaven per davall del llindar de pobresa.

## Poblacions properes
El següent diagrama mostra les poblacions més properes.